# Trachylepis homalocephala
Trachylepis homalocephala (червонобокий сцинк) — вид сцинкоподібних ящірок родини сцинкових (Scincidae). Мешкає в Південній Африці.

## Поширення і екологія
Червонобокі сцинки мешкають в прибережних районах Південно-Африканської Республіки, спостерігалися в деяких районах у внутрішніх районах країни, а також в Лесото, Намібії і Мозамбіку. Вони живуть в чагарникових заростях фінбошу, на луках, в лісах і саванах. Зустрічаються на висоті до 1500 м над рівнем моря. Відкладають яйця.